# Ingvar Kolmodin
Ingvar Kolmodin, född 14 juli 1907 i Stockholm, död 21 oktober 1964 i Högalids församling i Stockholm, var en svensk kompositör, regissör och förlagsredaktör. 
Han är begravd på Solna kyrkogård.

## Regi
- 1949 – Med flyg till sjunde himlen

## Produktionsledare
- 1944 – Rännstensungar
- 1945 – Sten Stensson kommer till stan
- 1945 – Trav, hopp och kärlek